# تنسيقية جيل بوتفليقة
تنسيقية جيل بوتفليقة تم تأسيسها يوم السبت 28 أبريل 2018 م من طرف الحزب الحاكم في الجزائر وهي مُشَكَّلة من 6 تنظيمات طلابية من أصل 9 معتمدة، والتي تم تشكيلها في إطار مبادرة إحصاء إنجازات الرئيس عبد العزيز بوتفليقة.

## تنظيمات طلابية
تنسيقية جيل بوتفليقة التي تضم ستة تنظيمات طالبية من أصل تسعة وهي:
- الاتحاد الوطني للطلبة الجوائريين UNEA
- التحالف من أجل التجديد الطلابي الوطني AREN
- الرابطة الوطنية للطلبة الجزائرين LNEA
- المنظمة الوطنية للتضامن الطلابي ONSE
- التضامن الوطني الطلابي SNE

وهي التنظيمات المنضوية تحت لواء حزب جبهة التحرير الوطني.